# Johannsenomyia uncinata
Johannsenomyia uncinata är en tvåvingeart som först beskrevs av Jean-Jacques Kieffer 1916.  Johannsenomyia uncinata ingår i släktet Johannsenomyia och familjen svidknott.
Artens utbredningsområde är Taiwan. Inga underarter finns listade i Catalogue of Life.